# Ange Capuozzo
Ange Capuozzo (Le Pont-de-Claix, 30 aprile 1999) è un rugbista a 15 italo-francese internazionale per l'Italia, che milita nel Tolosa nel ruolo di estremo o ala.

## Biografia
Nato in una famiglia d'origine italiana (i nonni paterni emigrarono dal napoletano dopo la seconda guerra mondiale), crebbe nell'US Deux Ponts, club del suo comune di nascita, e in seguito nelle giovanili del Grenoble, in cui evolvette come mediano di mischia.
Debuttò in prima squadra nella penultima giornata del Top 14 2018-19 da rimpiazzo nell'incontro con Pau.
Potendo rappresentare sia la Francia che l'Italia, scelse quest'ultima ed ebbe come primo allenatore federale Fabio Roselli, CT dell'Italia U-20, che lo riconvertì nel ruolo di estremo con il quale disputò il mondiale di categoria in Argentina.
Anche dopo la retrocessione in Pro D2 del Grenoble fu confermato nel club.
Le ultime due partite del Sei Nazioni 2022 imposero Capuozzo alla ribalta internazionale: esordiente contro la Scozia allo stadio Olimpico di Roma, nonostante la sconfitta azzurra per 22-33 marcò due mete alla sua prima presenza, e la settimana dopo al Millennium Stadium di Cardiff fu assist-man, al termine di una percussione nel minuto finale di gara, della meta di Edoardo Padovani con cui l'Italia batté i campioni uscenti del Galles e pose fine a una serie di 36 sconfitte consecutive nel torneo.
La prestazione valse a Capuozzo la designazione a miglior giocatore della quinta giornata di torneo.
Nel corso dei test match autunnali del 2022 con la nazionale italiana Capuozzo andò a segno contro altri due illustri avversari: l'Australia, battuta dall'Italia per la prima volta della storia, dopo 18 sconfitte, e il Sudafrica.
Le prestazioni nel corso del 2022 valsero a Capuozzo il riconoscimento di rugbista rivelazione dell'anno conferito da World Rugby.
Ancora dal 2022 milita nel Tolosa con un contratto triennale; nel 2023 ha fatto parte della rappresentativa italiana che ha disputato la Coppa del Mondo in Francia.

## Palmarès
- Campionati francesi: 2
Tolosa: 2022-23, 2023-24
- Champions Cup: 1
Tolosa: 2023-24